# 渚あいり
渚 あいり（なぎさ あいり、2004年〈平成16年〉7月27日 - ）は、日本のAV女優。カプセルエージェンシー所属。

## 略歴
2024年3月26日、『新人NO.1STYLE 渚あいり AVデビュー』（エスワン）で専属女優としてAVデビュー。もともとAV業界には興味があり、SNSを見ているとセクシー女優さんってかわいい人ばかりでそれで自分もやろうと思った。そして問題の無い年齢になった時にAV女優に応募した。また、仮に19歳でアイドルになっても5年程度しか活動できないが、AV女優なら10年間は活動できそうと考えたという。
2024年6月24日週のFANZAレンタルフロアランキングでデビュー作が初登場3位にランクインした。
同年11月4日週FANZA通販フロアランキングにて、出演した『S1 PRECIOUS GIRLS 2024 オールスター24名大集合ハーレムアイランドSpecial』が初登場1位にランクイン。11月11日週では同作が1位。DVD版も3位ランクイン。

## 人物
- 趣味は旅行、サウナ、ゲーム[6]。子供のころの夢はパン屋さん[2]。
- 時間があったらサウナに行っており[1]、サウナに入るためにわざわざ長野県まで行ったことを明かしている[7]。
- 芸名はアニメ新世紀エヴァンゲリオンの渚カヲルが好きだっとということで決めた[8]。かつてはジャニオタだったことを明かしている[9]。
- 学生時代はモテず、好きなタイプはわがままを聞いてくれる人[8]。
- デビュー前は三上悠亜とひなたまりんの作品をよく観ていて、特に三上の影響でAV女優になろうという事を明かしている[2]。
- 当初はアンダーヘアを永久脱毛にするつもりでいたが、毛を残しておいた方がいいと言われてそのままにした[2]。
- 好きな体位は正常位[10]。
- 初体験は18歳の時で相手は彼氏ではなく私が好きだった人だった[10]。デビュー前までの経験人数は片手で収まるくらいだった[11]。
- 性の興味は小学校低学年から持っていて[2]、自慰行為はその頃にやっていたが当時は知識は無く、高学年の時に知識を知った[10]。
- AVでヤッてみたいプレイはローションを使ったプレー[10]。
- デビューからの5作（VR、イメージビデオ作品除く）すべてに制服シーンがあったなど、ライターの諏訪ミツ雄は「いかにもクラスにいそうな（でも実際にはなかなかいない）ルックス」とティーンズ美少女系の容姿を評している[12]。
- 女子高生時代は清楚系だったのでギャルJKものをやりたいという希望がある[10]。
- 当時付き合っていた彼の携帯電話に浮気相手と性行為動画が入っていたのを知り、彼氏のカバンにGPSを仕込んで彼氏がホテルに行ったのを確認して、ホテルに行って彼氏に問い詰めた。その時の心境は『もう心臓飛び出るんじゃないかってぐらいバクバク』して涙も流した[13]。

## 作品
◎はBD版発売作品。

### アダルトDVD / BD
- 新人NO.1STYLE 渚あいり AVデビュー（3月26日、エスワン）◎
- 大きな瞳のド直球美少女 渚あいり 快感! 初・体・験めちゃイキ3本番（4月23日、エスワン）◎
- 交わる体液、濃密セックス 少女が雌へ変貌し雄と淫らに貪り合う 完全ノーカット性交 渚あいり（5月28日、エスワン）◎ [14]
- 激イキ161回! 痙攣4128回! イキ潮2511cc! 幼さとエロさが共存する美少女 渚あいり エロス覚醒 はじめての大・痙・攣スペシャル（6月25日、エスワン）◎
- 教え子に誘惑され一度抱いたあの日から… ダメとわかっていても沼っていく禁断関係 渚あいり（7月23日、エスワン）◎
- 1か月の禁欲明けのご褒美は…巨漢男優の追撃ピストン。ムラついてメス顔した美少女の、か弱い肉体を襲う大アクメSEX 渚あいり（8月27日、エスワン）◎
- 家庭教師の俺を反則的にやにやパンチラで誘ってくる小悪魔美少女 渚あいり（9月24日、エスワン）
- 上京NTR 春、進学でひとり田舎を出た彼女は 夏、案の定サークル内の都合のいい女になっていました。 渚あいり（10月22日、エスワン）
- ご奉仕おしゃぶりで中年オヤジの溜まったザーメンを顔射させてくれる学生有志のフェラチオボランティア活動 渚あいり（11月26日、エスワン）
- S1 PRECIOUS GIRLS 2024 オールスター24名大集合ハーレムアイランドSpecial（12月10日、エスワン）◎ [15][16]
- 初めて彼女ができた僕に嫉妬した幼馴染にSEX練習という理由で射精管理されちゃうツンデレオナニーサポート 渚あいり（12月24日、エスワン）◎

- アイドル並み顔面偏差値の女子●生を我慢できずにメチャクチャ痴漢してやったら… 彼氏よりも俺のテクの虜に。 渚あいり（1月28日、エスワン）◎
- 僕は生意気カワいい学生バイトに「ざぁこ」扱いされて 悔しいのにチ●ポフル勃起させて痴女ってくれるのを期待している情けない大人です。 渚あいり（2月25日、エスワン）
- エスワン20周年記念 AV業界史に残る最強タッグ作品 顔面偏差値No.1の女子生徒たちがヌキハメ放題で来場者を満足させてくれるエスワン学園射精祭（3月11日、エスワン）◎ [17]
- 信頼していた水泳部顧問が突如食い込みヒップラインに欲情して… 犯され汚されたスクール水着と美少女部員 渚あいり（3月25日、エスワン）
- 頭がおかしくなる1時間の寸止めイキ我慢の果てに…。絶頂懇願から絶頂ギブアップまで終わらない 渚あいりが人生で一番イッた日（4月22日、エスワン）
- 大きな瞳のイマドキ王道美少女がAVデビューして1年が経ちました。 渚あいり 初めてのベスト 12時間（4月29日、エスワン）◎ ※単体ベスト
- 清楚な一個下の後輩にある日、突然告白されて… それから3年で優秀な肉オナホに改造してやったww 渚あいり（5月27日、エスワン）
- エスワン20周年記念 AV業界史に残る最強タッグ作品 世界トップクラスの美女に囲まれて柔らか艶肌むぎゅむぎゅ超密着！スッキリ連続射精！キス、乳首、股間… 性感帯シンクロ同時責め【主観】あなただけの性処理専門全裸メイド倶楽部（5月27日、エスワン）◎ [18]
- 思春期の夏休み幼馴染がふざけて女子同士でキス… 見てた僕も興奮しベロキス3Pしまくった 渚あいり 白上咲花（6月24日、エスワン）◎
- エスワン20周年記念 AV業界史に残る最強タッグ作品 1×18。AVメーカーS1所属の新人ADの俺は、最高セクシー女優様たちにこっそりシコられ、ハメられ、エロいことに巻き込まれる、AV職場ラッキーSEX（7月22日、エスワン）◎
- 絶対裏オプNGの美少女メンエス嬢にオプションの逆マッサージしたら敏感すぎたので滅茶苦茶イカせまくった結果… 渚あいり（7月22日、エスワン）◎

### VR作品
- VR NO.1 STYLE＜渚あいり＞解禁 青春時代は、二度訪れる。大きな瞳をしたド直球美少女 渚あいりを紹介します。（6月12日、エスワン）
- 教え子のハニートラップに負けた僕は、教師でありながら性欲剥き出しで幼気な肉体を貪り尽くした… 渚あいり（8月25日、エスワン）

- 制服リフレで教え子とまさかの遭遇… バ、バレてない? 気まずさ、背徳感、教師失格… でも、でも、普段は見られないスカートの中の太腿とパンティに下心を抑えきれず禁断の裏オプ（本番）交渉 渚あいり（6月16日、エスワン）

### イメージDVD / BD
- ALL NUDE 渚あいり（6月25日、Aircontrol）◎
- Airi Colorful collection・渚あいり（9月19日、REbecca）◎
- etoile 渚あいり（12月13日、ファインピクチャーズ）◎

- Fancy Sister 渚あいり（3月21日、メディアブランド）◎

### デジタル写真集
- 渚あいり写真集「愛は日々に溢れてる」（2024年10月18日、集英社、撮影：三森いこ）[19]

## その他製品

### トレーディングカード
- AVC ジューシーハニー コレクションカード PLUS ＃25 田野憂 天使もえ 石川澪 渚あいり（2025年2月22日、株式会社ハバロッサ）

## 出演

### テレビ
- 月ともぐら（2024年6月7日・14日・7月5日・12日・2025年5月23日 - 6月13日、テレビ東京)[20]

### ウェブテレビ
- 愛のハイエナ4（2025年7月1日[13] - 7月22日、ABEMA）